# Shinta Ratri
Shinta Ratri (ur. ok. 1962/1963, zm. 1 lutego 2023) – indonezyjska aktywistka na rzecz osób transpłciowych, założycielka szkoły Pondok Pesantren Waria Al-Fatah.

## Życiorys
Od 18 roku życia funkcjonowała jako waria. W 2008 roku była współzałożycielką islamskiej szkoły z internatem Pondok Pesantren Waria Al-Fatah w mieście Yogyakarta na Jawie uznawanej wówczas za jedyną na świecie islamską szkołę prowadzoną przez kobiety transpłciowe dla innych kobiet transpłuciowych dotychczas wykluczanych z życia religijnego. Szkołą kierowała do swojej śmierci w 2023. Przyczyniła się do wznowienia działalności placówki po jej czasowym zamknięciu w 2016 roku związanym z napaścią na szkołę grupy radykalnych islamistów.
Uznawana była jedną z najbardziej wpływowych działaczek opowiadających się za prawami LGBT, zwłaszcza osób transpłciowych, w Indonezji. Za swoją działalność została między innymi wyróżniona nagrodą Casa Asia Awards 2022. Była również nominowana do nagrody Front Line Defenders Award w 2019.
Zmarła 1 lutego 2023 w wieku 60 lat.